# Neutestamentliche Bibelwissenschaft
Die Neutestamentliche Bibelwissenschaft ist der zweite Teil der christlichen Bibelwissenschaft und unterteilt sich ihrerseits wiederum in mehrere Teildisziplinen: Textkritik und Textgeschichte des Neuen Testaments, Einleitung in das Neue Testament, Geschichte des Urchristentums und Theologie des Neuen Testaments. Sie entwickelten sich in dieser Reihenfolge im Verlauf des 18. Jahrhunderts.

## Theologische Einordnung
Die Neutestamentliche Bibelwissenschaft steht nach Hans Weder im Spannungsfeld zwischen der Auslegung eines als heilig betrachteten Textes und dem „Ereignis“ des „Kommens Jesu Christi.“ Darum erschöpfe sie sich nicht in der Anwendung feststehender Auslegungsregeln, wie sie auch die rabbinische Hermeneutik kennt. Sie beurteile im Licht des Christusereignisses auch Wahrheit und Geltung der so entstehenden Auslegung. Dieses Spannungsfeld wird bereits im Neuen Testament selbst durch die Formulierung „Geist und Buchstabe“ (2. Kor. 3 ) angedeutet. Während der gesetzlich verstandene Buchstabe töte, entdecke eine am Geist orientierte Auslegung im Evangelium eine Kraft, die am Menschen wirke.

## Geschichte
Die Anfänge neutestamentlicher Wissenschaft werden in der Regel mit der Herausbildung ihrer Einzeldisziplinen in das 18. Jahrhundert verortet. Ihr Hintergrund sind die Fragestellungen der Aufklärung. „Gerade in der protestantischen Theologie kam nun sukzessive eine historisch-kritische ‚Bibelwissenschaft‘ zur Anwendung, um die traditionelle theologische Textauslegung (Hermeneutik) aufzubrechen.“ Gerhard Ebeling betont, dass das Erwachen des Geschichtsbewusstseins innerhalb der evangelischen Theologie besonders auf dem Feld der Bibelauslegung Auswirkungen hatte. Die Exegeten nutzten, so Ebeling, die historisch-kritische Methodik und brachen damit „unerhört neuen und unaufgebbaren Erkenntnissen Bahn.“
Für die früheren Epochen der Kirchengeschichte kann somit nicht von Bibelwissenschaft im eigentlichen Sinn die Rede sein, doch die Rezeptionsgeschichte neutestamentlicher Texte in diesen Jahrhunderten ist auch für die neutestamentliche Bibelwissenschaft interessant.

### Bis zur Aufklärung
Eine andere Einschätzung findet sich bei Hans Weder. Unter einem wissenschaftlichen Umgang mit der Bibel könnte man jenen nach dem methodisches Prinzip des Zweifels und der Suspendierung der Autorität der Tradition verstehen. In diesem Fall dürfte man von Bibelwissenschaft erst nach der Aufklärung sprechen. Wenn man allerdings bereits den methodisch reflektierten Umgang mit den Texten als „wissenschaftlich“ anerkenne, beginne Bibelwissenschaft im Alten Testament und setze sich im Urchristentum fort, etwa wenn Paulus von Tarsus aus Florilegien Zitate für einen Schriftbeweis auswählte und wenn er alttestamentliche Texte typologisch oder allegorisch (Gal 4,21-31 ) auslegte.
Die Auslegung des Neuen Testaments in der Spätantike kennzeichnet Weder durch die Stichworte 1. historisch-philologische Textwahrnehmung, 2. allegorische Methode und 3. Normierung durch die regula fidei. Im Mittelalter wurden diese spätantiken Kommentare kompiliert, in Katenen erschlossen und gerade im Neuen Testament kaum bereichert. Die Aneignung erfolgte über die Allegorie (Lehre vom vierfachen Schriftsinn). Dies wurde von den Reformatoren verworfen, die eine Konzentration der Auslegung auf den Literalsinn forderten. Als Sachkriterium wurde das, „was Christum treibet“, angewandt (ähnlich wie die regula fidei in der Alten Kirche). Der humanistische Ruf Ad fontes hatte auch ein erhöhtes Interesse am griechischen Text des Neuen Testaments zur Folge. Dieses humanistische Interesse am „Urtext“ wurde von römisch-katholischen Theologen vielfach geteilt, doch setzte das Konzil von Trient dem reformatorischen Schriftprinzip (Sola scriptura) die Bedeutung der Tradition entgegen. Dem kirchlichen Lehramt oblag demnach, den „wahren Sinn u. die Erklärung der heiligen Schriften“ festzustellen.
Während die ältere Forschung einen Bruch der Reformatoren mit der mittelalterlichen Hermeneutik sah, betont die neuere Forschung die Kontinuitäten, in denen sie standen. Als Epochenscheide wird daher nicht die Reformation (16. Jahrhundert), sondern die Aufklärung (18. Jahrhundert) und die von ihr bewirkten geistig-philosophischen Veränderungen angesehen.

### Aufklärung
Während im protestantischen Raum sowohl die altlutherische als auch die altreformierte Orthodoxie der Exegese enge Grenzen setzten, begann für die römisch-katholischen Exegeten in dem von Trient gesetzten Rahmen ein „goldenes Zeitalter“, in dem Juan Maldonado, Sixtus von Siena und Guilielmus Estius wirkten. Richard Simons 1689 veröffentlichtes Werk Histoire critique du texte du Nouveau Testament gilt als grundlegend für die historisch-kritische Methode. Freilich verfielen Simons Schriften der kirchlichen Zensur und kamen so weitgehend um ihre Wirkung.
In der Aufklärung entstand die neutestamentliche Bibelwissenschaft im evangelischen Raum in einer doppelten Abgrenzung gegen
- die zum Beispiel von Matthias Flacius vertretene Lehre von der Verbalinspiration und daraus folgend einer Sonderstellung neutestamentlicher Texte verglichen mit zeitgenössischen antiken Texten,
- die Historisierung, welche die Bibel als zeitbedingt zugunsten zeitlos-gültiger Wahrheiten einer natürlichen Religion relativierte.[11]

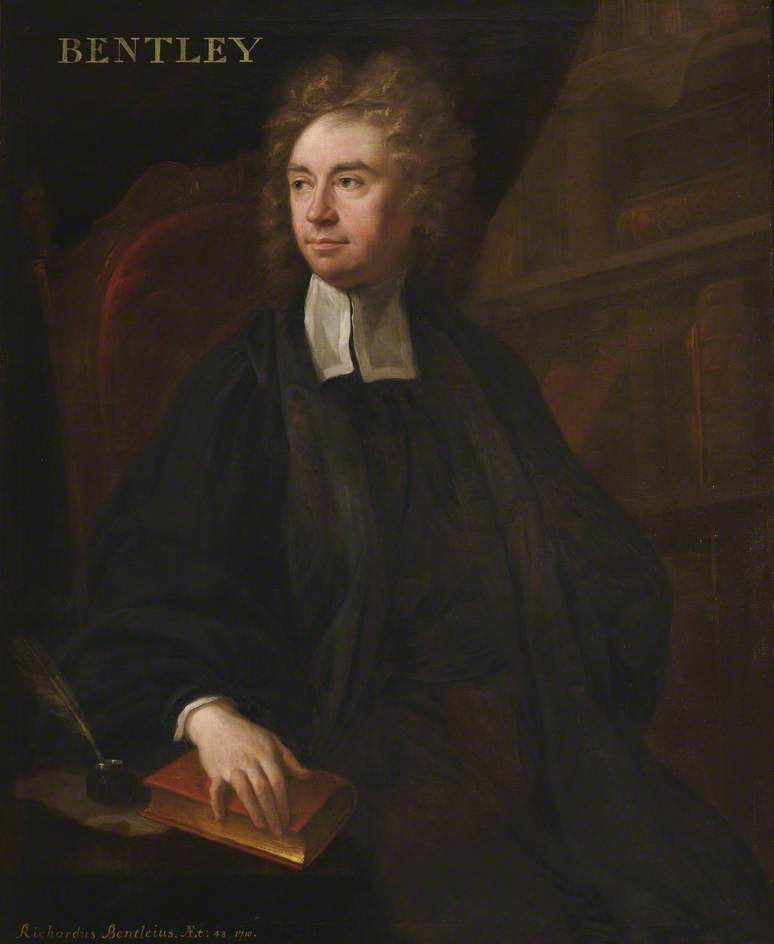
Richard Bentley

Johann Salomo Semler forderte, den biblischen Text mit den gleichen Methoden wie zeitgenössische antike Texte zu erschließen. Die Textkritik des Neuen Testaments arbeitete daran, den Textus receptus der Reformationszeit durch bessere Urtextausgaben zu ersetzen. Wesentliche Beiträge leisteten John Mill, Richard Bentley, Johann Albrecht Bengel, Johann Jakob Wettstein und Johann Jakob Griesbach.
Hermann Samuel Reimarus zeigte auf, dass die Widersprüche zwischen den Ostererzählungen der Evangelien nicht harmonisierbar sind. Damit wurde die Frage nach dem historischen Jesus aufgeworfen. Die wissenschaftliche Untersuchung des Alten und des Neuen Testaments gingen seit dem 18. Jahrhundert getrennte Wege (was eine Biblische Theologie im 20. Jahrhundert wieder zu überwinden suchte).
Mit Marius Reiser lassen sich infolge des Paradigmenwechsels in der Aufklärungszeit folgende bibelhermeneutische Grundsätze feststellen:
- Alle Einzelschriften müssen für sich betrachtet werden. Entsprechend gibt es nun nicht mehr die biblische oder neutestamentliche Christologie, sondern zum Beispiel die Christologie des Markusevangeliums.
- Bibelstellen können nicht mehr generell zur gegenseitigen Erklärung herangezogen werden, sondern nur, wenn sie in einer historischen oder sachlichen Beziehung zueinander stehen.
- Der Exeget gebraucht seine Vernunft und die wissenschaftlichen Methoden; die Regula fidei der eigenen Kirche ist unwichtig.

Zentren der Historisch-kritischen Bibelwissenschaft waren zunächst die Universitäten Halle und Göttingen, zu denen die Universität Tübingen erst später stieß.

### Historismus

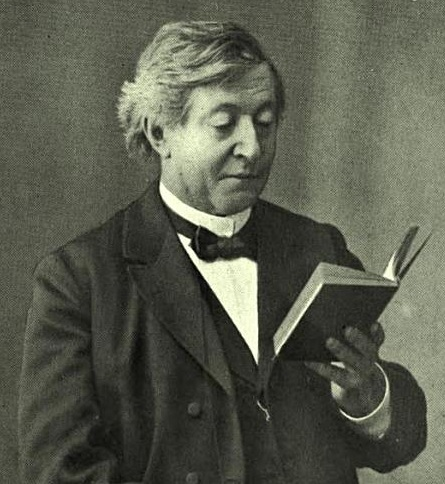
Theodor Zahn

Im 19. Jahrhundert wurden verschiedene Wege entwickelt, um den „garstigen Graben“ zwischen der Welt des Neuen Testaments und den modernen Lesern zu überwinden. In Aufnahme von Impulsen Friedrich Schleiermachers und Wilhelm Diltheys wurde beispielsweise das „einfühlende Verstehen“ empfohlen. Eine radikale Kerygmatische Theologie (Franz Overbeck, Martin Kähler) erklärte die historischen Zeitumstände des Neuen Testaments für bedeutungslos zum Verstehen des Neuen Testaments. Positive Theologen wie Theodor Zahn kritisierten die historisch-kritische Methode als nicht zielführend. Für Zahn, der historisch-philologisch, aber nicht historisch-kritisch arbeitete, war der persönliche Glaube des Exegeten Voraussetzung für die Beschäftigung mit dem Bibeltext. Das 19. Jahrhundert war die Blütezeit der Leben-Jesu-Forschung. Die von David Friedrich Strauß aufgeworfenen Zweifel an der historischen Zuverlässigkeit der Evangelien regten die Quellenkritik an, welche schließlich die Zweiquellentheorie entwickelte. Sie erfährt breite Anerkennung, da sie „die meisten Textphänomene auf einfache und elegante Art zu erklären vermag.“
Um 1900 erlebte die Religionsgeschichtliche Schule eine Blütezeit. Sie betonte, dass das Urchristentum und das zeitgenössische Judentum vor dem Hintergrund des Hellenismus verstanden werden sollten. Die Kommentarreihe Handbuch zum Neuen Testament (HNT) und die Monographienreihe Forschungen zu Religion und Literatur des Alten und Neuen Testaments (FRLANT) waren in ihren Anfängen der Religionsgeschichtlichen Schule eng verbunden.
Die römisch-katholische Exegese war durch die Vorgaben des Lehramts in ihren Möglichkeiten eingeschränkt. Johann Adam Möhler trat in den 1840er Jahren in eine fundamentaltheologische Auseinandersetzung mit dem liberalen Protestantismus ein (Offenbarung, Schrift und Tradition, Ekklesiologie), war aber auch exegetisch tätig, unter anderem mit einer Auslegung des Römerbriefs. Das Erste Vatikanische Konzil schränkte den Radius katholischer Exegeten nochmals ein. Die 1902 gegründete Päpstliche Bibelkommission entschied Fragen der neutestamentlichen Bibelwissenschaft autoritativ (vgl. Liste von Dokumenten der Päpstlichen Bibelkommission). Da ihre Responsa nie formell für ungültig erklärt wurden, wirkte ihre hemmende Wirkung lange nach.

### 20. und 21. Jahrhundert
Karl Barths Römerbriefkommentar bedeutete eine Zäsur in der Neutestamentlichen Bibelwissenschaft, da Barth die Hermeneutik der Liberalen Theologie, wie sie beispielsweise von Adolf Jülicher vertreten wurde, völlig ablehnte. An die Stelle einer vermeintlich objektiven Beschreibung des Textes solle die Auseinandersetzung mit der „Sache des Textes“ treten. In mehrfacher Hinsicht betrieb Barth eine vormoderne Exegese: Altes und Neues Testament lagen für ihn immer auf gleicher Ebene; die Mitte der Schrift ist Christus. Dabei ließ Barth die historisch-kritische Exegese im Sinn einer Vorbereitung gelten, die er aber dann in einer Art zweiter Naivität hinter sich ließ, die dogmatisch interessiert war und im Neuen Testament auch vor allem auf das zugriff, was dogmatisch angeeignet werden konnte.
Rudolf Bultmann legte mit seiner Theologie des Neuen Testaments einen Entwurf vor, der historisch-kritische Fragestellungen mit einer existentialen Interpretation verband und in den 1950er Jahren lebhaft rezipiert wurde. Nachdem die Frage nach dem historischen Jesus für Vertreter der im evangelischen Raum dominierenden Dialektischen Theologie zwischenzeitlich obsolet geworden war, gewann diese durch die Ergebnisse der Form- und Traditionskritik des Neuen Testaments (Ernst Käsemann) wieder an Interesse (sog. second quest). Diese Methode ist vorrangig an den Jesus-Logien interessiert, die in den Evangelien überliefert sind; die Verfasser der Evangelien erscheinen vor allem als Kompilatoren. Ganz anders die Redaktionskritik: Sie sieht in den Verfassern der einzelnen neutestamentlichen Schriften keine Sammler, sondern profilierte Autoren. Sie begann in der Neutestamentlichen Bibelwissenschaft mit dem Beitrag von Willi Marxsen: Der Evangelist Markus. Studien zur Redaktionsgeschichte des Evangeliums (1956) – und blieb auch weitgehend auf die Evangelien beschränkt, da sie sich für die Briefliteratur weniger eignete.
In den 1960er Jahren geriet die Neutestamentliche Bibelwissenschaft in eine Krise, die mit ihrem Bedeutungsverlust für die Theologie als Ganze zusammenhängt. Eine Antwort darauf war die Ablehnung wissenschaftlicher Methoden für die Arbeit mit dem Bibeltext (Fundamentalistische Hermeneutik). Im akademischen Raum differenzierten sich die Methoden weiter aus, vor allem durch Aufnahme literaturwissenschaftlicher Fragestellungen (Linguistik, Strukturalismus, Narratologie, Rhetorik). Zur Erforschung der Welt, aus der die Texte des Neuen Testaments kommen, stehen gegenüber dem 19. Jahrhundert weiterentwickelte humanwissenschaftliche Methoden zur Verfügung (Soziologie, Psychologie, Kultursoziologie, historische Anthropologie). Ihr Beitrag zum Verständnis des Neuen Testaments ist nach Einschätzung von Weder noch nicht ausgelotet, weil hier die Frage aktuell werde, ob säkulare Methoden zum Verständnis religiöser Texte geeignet seien.
Ein mehrfach übersetztes Standardwerk ist das von Gerhard Kittel 1933 begründete, ab 1948 von Gerhard Friedrich herausgegebene, 1979 abgeschlossene Theologische Wörterbuch des Neuen Testaments. Es spiegelt anhand der beiden Herausgeberpersönlichkeiten (Kittel war aktiver Antisemit, Friedrich Mitglied der Bekennenden Kirche) die politische Zeitgeschichte.
Für die römisch-katholischen Neutestamentler öffnete die Enzyklika Divino afflante Spiritu 1943 neue Möglichkeiten. Besonders die Form- und Gattungskritik, wie sie von evangelischen Exegeten entwickelt worden war, wurden übernommen und als wertvoll für die Verkündigung erkannt. Die der historisch-kritischen Arbeit zugrundeliegende Hermeneutik war freilich schwerer zu rezipieren. Einen bedeutenden Beitrag hierzu leistete Karl Hermann Schelkle 1949 mit Die Passion Jesu in der Verkündigung des Neuen Testaments: ein Beitrag zur Formgeschichte und zur Theologie des Neuen Testaments.
Teilweise als Gegenentwurf zur Historisch-kritischen Forschung werden seit dem späten 20. Jahrhundert Methoden vertreten, die neutestamentliche Texte nicht vermeintlich objektiv, sondern aus einer bestimmten Perspektive heraus lesen, beispielsweise aus der Perspektive von Frauen aus dem globalen Süden.
Neutestamentliche Bibelwissenschaft wird seit der zweiten Hälfte des 20. Jahrhunderts ökumenisch betrieben. Dies spiegelt sich in Kommentarreihen wie dem Ökumenischen Taschenbuch-Kommentar zum Neuen Testament (ÖTKNT) und dem Evangelisch-Katholischen Kommentar zum Neuen Testament (EKK).

## Einzeldisziplinen

### Textkritik und Textgeschichte des Neuen Testaments
Die Gewinnung einer gesicherten Textgrundlage steht in engster Verbindung mit der Entwicklung der neutestamentlichen Wissenschaft. Hierzu gehört die Textkritik des Neuen Testaments und die Erforschung der Textgeschichte des Neuen Testaments.

### Einleitung in das Neue Testament
Die Einleitungswissenschaft wurde Mitte des 18. Jahrhunderts mit dem Ziel begonnen, die Entstehungsgeschichte der Schriften des Neuen Testaments besser zu verstehen. Der Begriff Einleitung ist hier nur terminus technicus. Es handelt sich eigentlich um eine biblische Literaturgeschichte. Erste Impulse stammen von Richard Simon: Er erkannte, dass die Evangelienüberschriften und das Comma Johanneum sekundär waren, und fragte, ob Paulus von Tarsus Verfasser des Hebräerbriefs sei. Die erste systematische Darstellung bot Johann David Michaelis mit seiner Einleitung in die Göttlichen Schriften des neuen Bundes (1750). Johann Salomo Semler wählte einen radikaleren Ansatz als Michaelis, indem er nachwies, dass der Kanon des Neuen Testaments historisch entstanden war, und deshalb die Freiheit forderte, unter den urchristlichen Schriften eine eigene Auswahl zu treffen (Abhandlung von freyer Untersuchung des Canon, 1771).

### Geschichte des Urchristentums

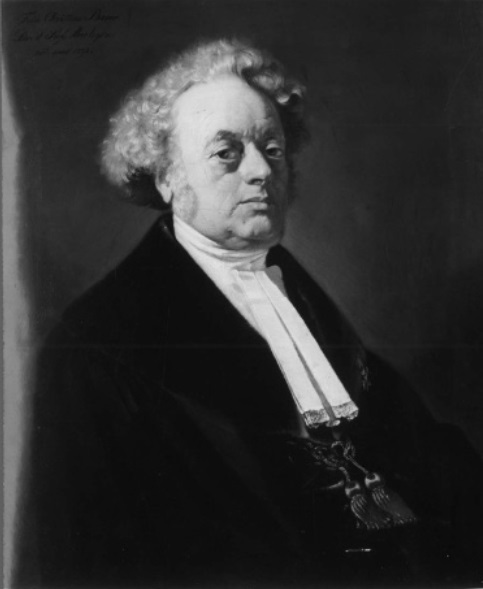
Ferdinand Christian Baur

In der Einleitungswissenschaft zeigte sich schnell, dass Annahmen über die Geschichte des Urchristentums zum Verständnis der Entstehung neutestamentlicher Schriften erforderlich sind. Als Einzeldisziplin etablierte sich die neutestamentliche Zeitgeschichte im Zusammenhang der Frage nach dem historischen Jesus. Die verschiedenen Entwürfe eines Lebens Jesu dominierten zunächst diese Disziplin; erst Ferdinand Christian Baur legte einen Gesamtentwurf der Geschichte des Urchristentums vor. Sein akademischer Schüler Carl Heinrich Weizsäcker integrierte die mittlerweile vorhandenen Erkenntnisse der Zweiquellentheorie und führte den Konflikt zwischen Paulus und dem Judenchristentum auf die bei dem Apostelkonzil getroffene Absprache über das paulinische Missionsgebiet zurück. Damit waren wichtige Züge des Geschichtsbilds beisammen, das in der historisch-kritischen Exegese vorausgesetzt wurde.

### Theologie des Neuen Testaments
Die Biblische Theologie des Neuen Testaments als Konsequenz aus den drei vorgenannten ist die jüngste Einzeldisziplin, die sich im späten 18. Jahrhundert herausbildete. Sie baut auf älteren hermeneutischen Überlegungen auf. Johann Philipp Gabler bestimmte ihr Programm 1787 mit seiner Antrittsvorlesung De justo discrimine theologiae biblicae et dogmaticae. Georg Lorenz Bauer war Anfang des 19. Jahrhunderts der erste, der die Theologie des Neuen Testaments getrennt von der des Alten behandelte.

### Neues Testament und Antikes Judentum
Im deutschen Sprachraum wurde an den theologischen Fakultäten nach 1950 mehrfach Lehrstühle für Neues Testament und Antikes Judentum (oder ähnlich) eingerichtet, deren Inhaber eine Doppelqualifikation als Neutestamentler und Judaisten mitbringen. In der Judaistik bedeutet das dann meist eine Konzentration auf Flavius Josephus, die Schriftrollen vom Toten Meer, seltener die rabbinische Literatur. Die Verbindung von frühem Christentum und zeitgenössischem Judentum soll die traditionelle Zugangsweise ersetzen, die jüdische Texte als Steinbruch für „Parallelen“ zum Neuen Testament ausbeutete (klassisch: der von Paul Billerbeck erarbeitete Kommentar zum Neuen Testament aus Talmud und Midrasch).

## Praxis an deutschen Hochschulen
Neutestamentliche Fachwissenschaftler (Neutestamentler) arbeiten im deutschen Sprachraum größtenteils an evangelischen und katholischen theologischen Fakultäten. Üblicherweise hat jede Theologische Fakultät mindestens einen Lehrstuhl für Neues Testament. An katholischen Fakultäten unterrichteten Gelehrte mit Priesterweihe. Wer als evangelischer Theologe zum Katholizismus konvertierte, erlitt wegen der ihm fehlenden Priesterweihe einen „Karriere-Knick“ (etwa der 1953 konvertierende Heinrich Schlier). Erst 1973 wurde Norbert Brox als „Laie“ Professor in Regensburg. Im katholischen Bereich wurden manche Priester armer Herkunft zu neutestamentlichen Forschern; im evangelischen Bereich waren die Neutestamentler oft Söhne von Pfarrern oder Lehrern. Nur ausnahmsweise wurden Neutestamentler ohne Habilitation Universitätsprofessoren. So wurde Werner Georg Kümmel 1932 mit knapp 27 Jahren zum außerordentlichen Professor an die Universität Zürich berufen.
In einigen Punkten existiert innerhalb der Kirche (je nach Denomination) eine verbindliche Lehrmeinung. Theologen dieser Kirche sind selbstredend an diese Lehrmeinung gebunden. 1952 sprach die Synode der Evangelisch-Lutherischen Kirche Rudolf Bultmann das Recht ab, lutherischer Theologe zu sein; das wurde 1973 zurückgenommen. Die Einengung durch kirchliche Vorgaben war im katholischen Bereich noch deutlich größer, vor allem bis zum Zweiten Vatikanischen Konzil. Die ursprünglich eher konservative NT-Einleitung von Alfred Wikenhauser wurde in der 1973 von Josef Schmid überarbeiteten 6. Auflage stärker dem historisch-kritischen Trend angenähert.